# Nichelatura
La nichelatura è un trattamento superficiale a cui possono essere sottoposti alcuni materiali.
Si distingue in due metodi di lavorazione, nichelatura elettrolitica e nichelatura chimica.
Lo scopo del trattamento è quello di modificare le caratteristiche superficiali dei materiali lavorati (durezza, resistenza ad agenti esterni, ecc.).
La nichelatura elettrolitica, a causa del metodo di lavorazione utilizzato, può essere eseguita esclusivamente su materiale metallico, che immerso in bagni specifici, viene ricoperto tramite un passaggio di corrente elettrica che trasporta atomi da barrette di materiale puro al materiale che si vuole ricoprire. 
La nichelatura chimica è eseguibile su materiali diversi (metallo, vetro, plastica) e si differenzia dalla elettrolitica perché il riporto di nichel segue esattamente la geometria del pezzo.
Per questo su pezzi meccanici che richiedono una precisione estrema, la nichelatura chimica è ampiamente preferita a quella elettrolitica.